# Daallo Airlines
A Daallo Airlines é uma companhia aérea somali com base em Dubai, Emirados Árabes Unidos. Com o seu principal hub no Aeroporto Internacional de Dubai, a companhia opera serviços no Corno de África e Oriente Médio. A Daallo cessou todas as operações em março de 2010, mas retomou as operações no final do mesmo ano.

## Frota

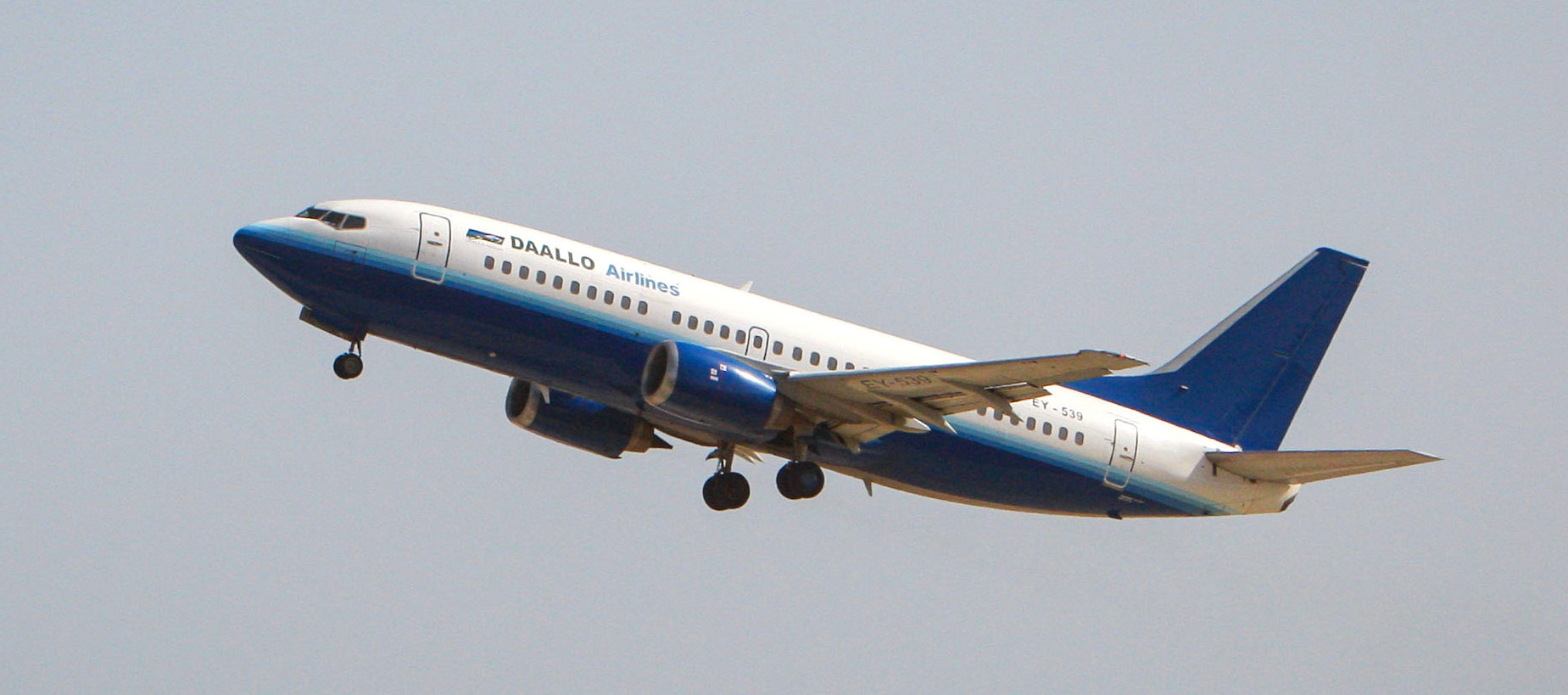
Um Boeing 737-300 da Daallo Airlines

A frota da Daallo Airlines consiste nas seguintes aeronaves (Fevereiro de 2021):
| Aeronaves      | Total | Notas |
| -------------- | ----- | ----- |
| Boeing 737-300 | 1     |       |
| Total          | 1     |       |